# 1. deild islandzka w piłce nożnej (2003)
1. deild 2003 – 49. edycja 2 poziomu rozgrywek piłki nożnej na Islandii. 
Brało w niej udział 10 drużyn, które w okresie od 18 maja do 13 września 2003 rozegrały 18 kolejki meczów. 
Promocję uzyskały Keflavík i Víkingur Reykjavík.

## Drużyny
| Uczestnicy poprzedniej edycji                                                                                 | Uczestnicy poprzedniej edycji | Uczestnicy poprzedniej edycji | Uczestnicy poprzedniej edycji |
| --- | ----------------------------- | ----------------------------- | ----------------------------- |
| STJ | Stjarnan                      | 3                             |                               |
| AFT | Afturelding                   | 4                             |                               |
| VÍR | Víkingur Reykjavík            | 5                             |                               |
| HAU | Haukar                        | 6                             |                               |
| BRE | Breiðablik                    | 7                             |                               |
| L/D | Leiftur/Dalvík                | 8                             |                               |
| Spadek z Úrvalsdeild                                                                                          |                               |                               |                               |
| ÍBK | Keflavík                      | 11                            |                               |
| ÞÓR | Þór Akureyri                  | 12                            |                               |
| Awans z 2. deild karla                                                                                        |                               |                               |                               |
| HKÓ | HK                            | 1                             |                               |
| NJA | Njarðvík                      | 2                             |                               |
| Oznaczenia: - kolumna pierwsza – skróty nazw drużyn, - kolumna trzecia – miejsce zajęte w poprzednim sezonie. |                               |                               |                               |

## Tabela
| Lp. | Drużyna                | M  | Z  | R | P  | B+ | B- | +/– | Pkt | Awans lub spadek         |
| --- | ---------------------- | -- | -- | - | -- | -- | -- | --- | --- | ------------------------ |
| 1   | Keflavík (M, A)        | 18 | 13 | 4 | 1  | 51 | 15 | +36 | 43  | awans do Úrvalsdeild     |
| 2   | Víkingur Reykjavík (A) | 18 | 9  | 8 | 1  | 28 | 15 | +13 | 35  | awans do Úrvalsdeild     |
| 3   | Þór Akureyri           | 18 | 10 | 4 | 4  | 47 | 31 | +16 | 34  |                          |
| 4   | Stjarnan               | 18 | 6  | 8 | 4  | 30 | 26 | +4  | 26  |                          |
| 5   | Haukar                 | 18 | 6  | 4 | 8  | 26 | 32 | −6  | 22  |                          |
| 6   | Njarðvík               | 18 | 5  | 6 | 7  | 36 | 35 | +1  | 21  |                          |
| 7   | Breiðablik             | 18 | 6  | 3 | 9  | 24 | 27 | −3  | 21  |                          |
| 8   | HK                     | 16 | 6  | 3 | 7  | 27 | 37 | −10 | 21  |                          |
| 9   | Afturelding (R)        | 18 | 4  | 2 | 12 | 17 | 42 | −25 | 14  | spadek do 2. deild karla |
| 10  | Leiftur/Dalvík (R)     | 18 | 3  | 2 | 13 | 21 | 47 | −26 | 11  | spadek do 2. deild karla |

## Wyniki
| Gospodarz \ Gość   | AFT | BRE | HAU | HK  | KEF | L/D | NJA | STJ | VÍK | ÞÓR |
| ------------------ | --- | --- | --- | --- | --- | --- | --- | --- | --- | --- |
| Afturelding        |     | 1–0 | 2–1 | 2–1 | 0–4 | 0–1 | 0–5 | 2–3 | 1–1 | 2–4 |
| Breiðablik         | 2–0 |     | 0–0 | 2–1 | 0–2 | 2–1 | 1–1 | 3–0 | 0–1 | 1–2 |
| Haukar             | 1–2 | 2–2 |     | 4–0 | 0–2 | 5–0 | 3–2 | 1–1 | 0–0 | 3–2 |
| HK                 | 4–1 | 4–2 | 2–0 |     | 1–5 | 2–1 | 3–1 | 2–0 | 2–3 | 1–3 |
| Keflavík           | 3–0 | 3–1 | 5–0 | 7–0 |     | 1–0 | 5–2 | 5–3 | 0–0 | 1–3 |
| Leiftur/Dalvík     | 3–2 | 2–3 | 1–3 | 0–0 | 1–2 |     | 6–6 | 1–4 | 1–2 | 1–4 |
| Njarðvík           | 3–1 | 0–1 | 1–2 | 2–1 | 0–2 | 2–0 |     | 1–1 | 0–0 | 4–5 |
| Stjarnan           | 0–0 | 1–0 | 4–0 | 2–2 | 1–1 | 1–2 | 1–1 |     | 2–2 | 2–1 |
| Víkingur Reykjavík | 3–0 | 3–2 | 3–0 | 1–0 | 1–1 | 2–0 | 1–1 | 1–3 |     | 3–1 |
| Þór Akureyri       | 3–1 | 3–2 | 3–1 | 1–1 | 2–2 | 6–0 | 2–4 | 1–1 | 1–1 |     |

## Najlepsi strzelcy
| Bramki | Strzelcy                      | Drużyna            |
| ------ | ----------------------------- | ------------------ |
| 15     | Jóhann Þórhallsson            | Þór Akureyri       |
| 14     | Þórarinn Brynjar Kristjánsson | Keflavík           |
| 12     | Magnús Sverrir Þorsteinsson   | Keflavík           |
| 10     | Stefán Örn Arnarson           | Víkingur Reykjavík |
| 10     | Eyþór Guðnason                | Njarðvík           |
| 8      | Zeid Yasin                    | Leiftur/Dalvík     |
| 8      | Daníel Hjaltason              | Víkingur Reykjavík |
| 7      | Óskar Örn Hauksson            | Njarðvík           |
| 7      | Brynjar Sverrisson            | Stjarnan           |
| 7      | Zoran Panic                   | HK                 |
| 7      | Alexandre Barreto dos Santos  | Þór Akureyri       |

Źródło: 